# Artibeus obscurus
Artibeus obscurus е вид бозайник от семейство Американски листоноси прилепи (Phyllostomidae).

## Разпространение
Видът е разпространен в Южна Америка.